# Naxos-Union

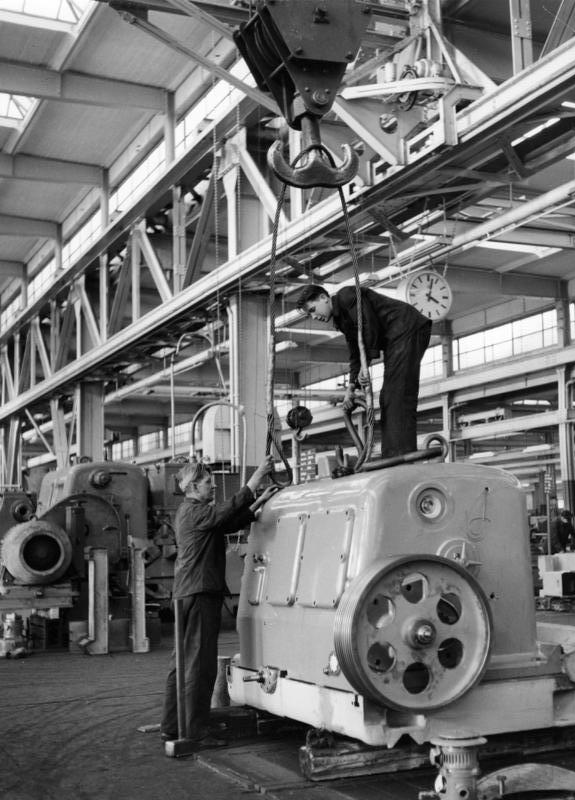
Schleifmaschinenherstellung im März 1955

Die Naxos-Union in Frankfurt am Main war einer der ersten Hersteller von Schleifmaschinen. Eigentümer war die Dr. Arthur Pfungst-Stiftung. Die ersten Standorte waren das Schleifmittelwerk in der Wittelsbacherallee im Stadtteil Ostend und die Maschinenfabrik in der Wächtersbacher Straße in Frankfurt-Fechenheim. Insbesondere die Kombination der Schleifmittel- und Schleifmaschinenherstellung machte die Naxos-Union einmalig. Ihre Kurbelwellen-Schleifmaschinen werden heute noch in vielen Automobilwerken verwendet. In den 1980er Jahren wurde die Naxos-Union in eine Aktiengesellschaft umgewandelt und an die Rothenberger Gruppe in Frankfurt verkauft. Hierzu gehörte auch die Diskus-Schleifmaschinenfabrik und die Firma Pittler Maschinenfabrik AG in Langen. 

## Geschichte

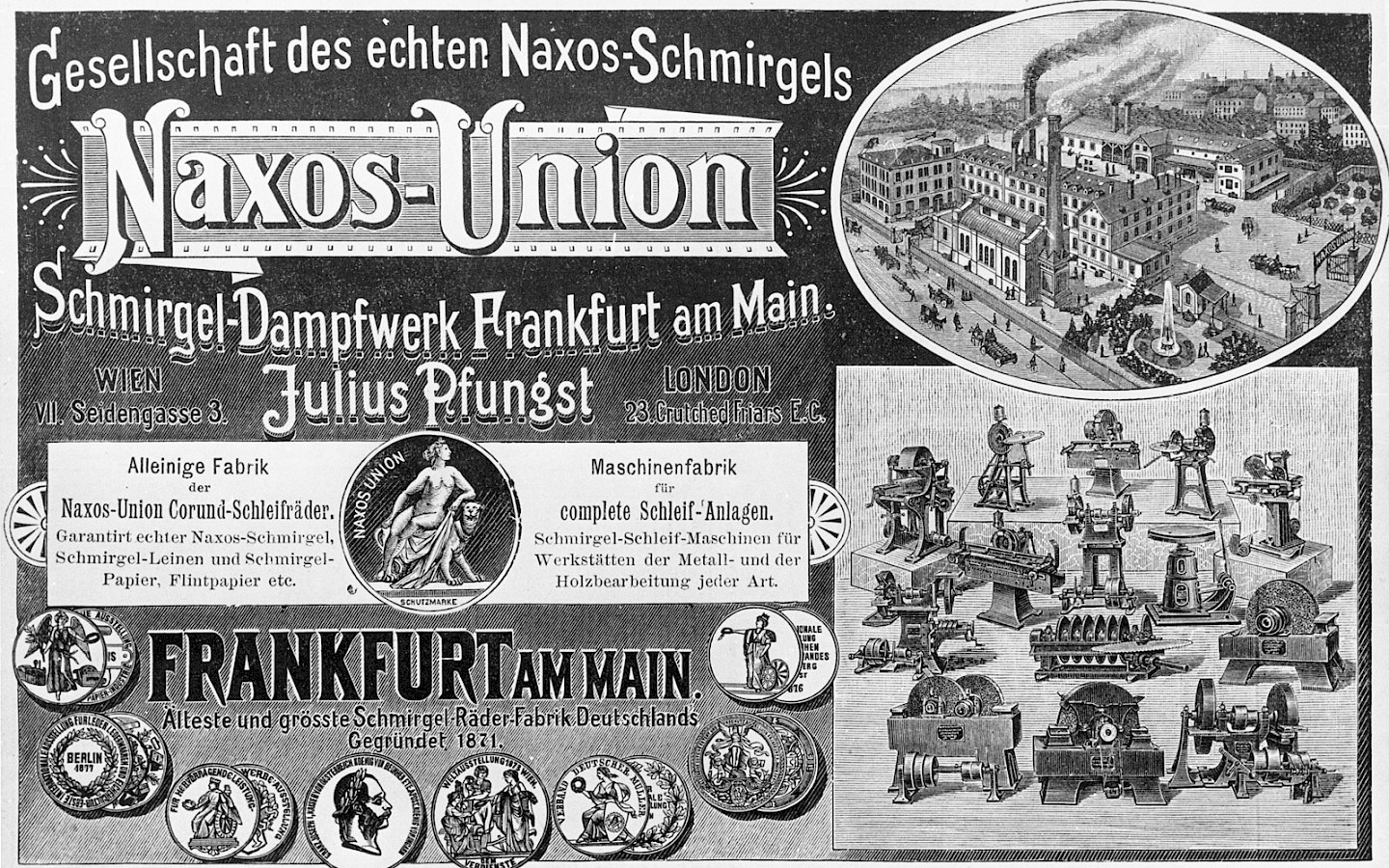
Naxos Union, Gesellschaft des echten Naxos-Schmirgels (alte Anzeige).

Aufgrund der Mitgliedschaft in der Rothenberger Gruppe zog die Naxos-Union 1995 nach Langen zur Pittler AG. Die Diskus Werke GmbH verlegte bereits 1993 ihren  Firmenstandort von Frankfurt nach Langen zu Pittler. Das Naxos Schleifmittelwerk in Butzbach wurde 2005 nach einer Insolvenz wieder von der Rothenberger Gruppe (Günter Rothenberger Industries GmbH) übernommen und in Naxos-Diskus Schleifmittelwerke GmbH Butzbach umbenannt.
Nach dem Konkurs 1997 der Pittler AG, der Pittler GmbH und der Naxos-Union wurde die Naxos von der amerikanischen Firmengruppe Ingersoll und die Pittler GmbH von der amerikanischen Firmengruppe PCC / Oregon übernommen und blieben mit ihren Produktionshallen in Langen. Die Pittler Berufsausbildung GmbH wurde von der Stadt Langen übernommen und seit 2006 ist die Fraport Pro Region Stiftung Miteigentümerin. Heute firmiert sie als Pittler Pro Region Berufsausbildung GmbH.
Die Firma Diskus Werke GmbH wechselte im April 2001 den Standort und zog vom Pittler-Gelände in Langen nach Dietzenbach. Im Februar 2001 wurde die PCC Pittler GmbH von den Unternehmern Oppermann und Dr. Kovarts übernommen. Im Juni 2001 geriet die Pittler GmbH erneut in Konkurs und wurde Januar 2002 von der Innoselect AG in Karlsruhe übernommen. 
Im Dezember 2001 ging die Naxos-Union erneut in Konkurs. Seit Mai 2002 gehört die Naxos-Union GmbH (Maschinenfabrik für Kurbelwellenschleifmaschinen) zur EMAG-Gruppe. Mit dieser Übernahme ist die Naxos-Union wieder an ihren ursprünglichen Standort Frankfurt am Main zurückgekehrt. 
Seit Juli 2002 gehört die Pittler GmbH, jetzt Pittler T&S GmbH, wieder zur Rothenberger-Gruppe (DVS-Gruppe / Diskus Werke AG) und ist im April 2005 nach Dietzenbach gezogen. Die Werkshallen in Langen wurden demontiert und abgerissen. Der Konkurs der Pittler AG wurde im Jahre 2008 abgeschlossen und im selben Jahr durch Zwangsvergleich beendet. Im Jahre 2009 hat die Pittler Maschinenfabrik AG an den Kapitalerhöhungen der Tochterfirmen Herman Kolb GmbH und der Präwema Werkzeugmaschinenfabrik GmbH teilgenommen. Eine Revitalisierung der Pittler Maschinenfabrik AG soll angestrebt werden.

## Bis 1944

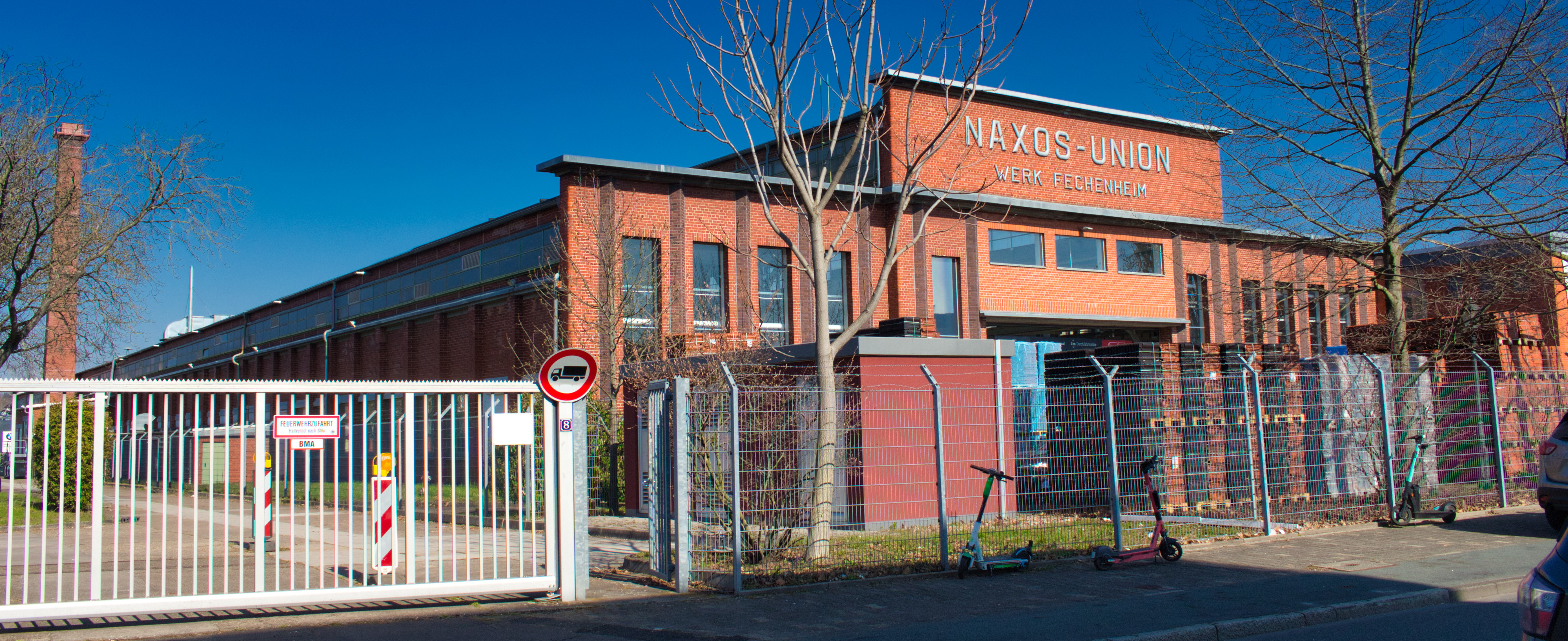
Ehemalige Werkshalle in Frankfurt-Fechenheim

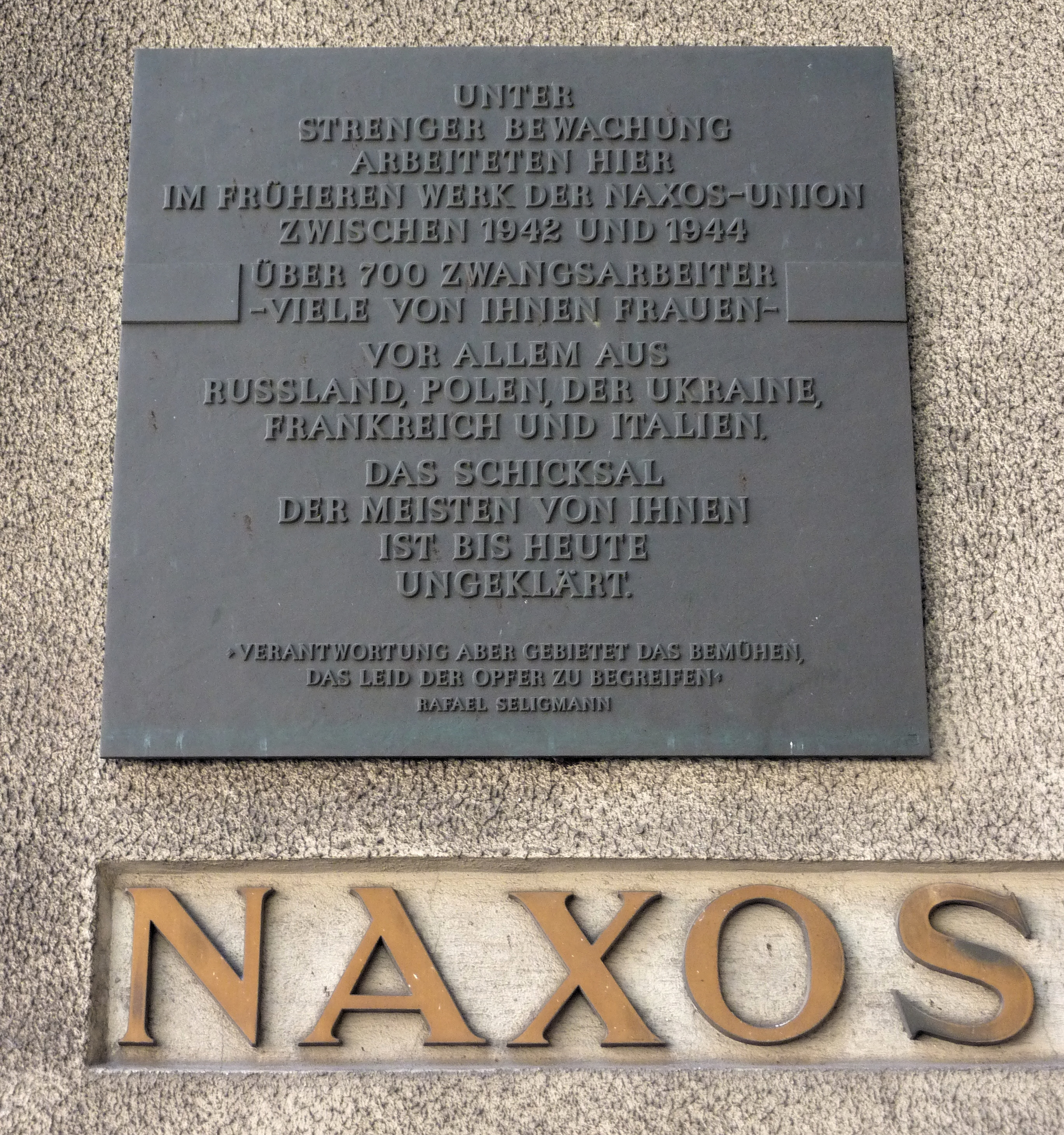
Gedenktafel für Zwangsarbeiter bei der Naxos-Union von 1942–1944

Die Gründung des Unternehmens geht zurück auf Julius Pfungst, der durch einen Vertrag mit der Société du Véritable Emeri de Naxie, Syra, das Alleinverkaufsrecht für Deutschland von echtem Schmirgel, der auf Naxos abgebaut wurde, erhielt. Am 15. Oktober 1871 ging das Recht auf die neu gegründete Naxos-Union, die "Gesellschaft des echten Naxos-Schmirgels" über. Im selben Jahr wurden Dampf-Schmirgel-Mühlen im Sandweg 21 errichtet und bereits ein Jahr später die Erweiterung um weitere Einrichtungen beantragt, die für die Weiterverarbeitung notwendig waren. Anfangs war geplant, für diese Erweiterungen die Räume einer Hasenhaarschneiderei am Sandweg zu verwenden. Pfungst gelang es jedoch, ein 2.064 m² großes Grundstück in "Atzemer, Klickerbahn" (Wittelsbacherallee) zu erwerben und erhielt 1873 die Genehmigung, eine "25pferdige" Dampfmaschine aufzustellen und ein Fabrikgebäude nebst Wohnhaus zu bauen. Ende der 1870er Jahre wurde begonnen, Schleifmaschinen zu konstruieren und zu bauen. 1880 betrug die Jahresproduktion 250 Maschinen, 60–70 Arbeiter verarbeiteten wöchentlich etwa 150 Zentner Rohschmirgel.
Nach dem Tod von Julius Pfungst 1899 wurde die Firma gemeinschaftlich von dessen Sohn Arthur Pfungst und Tochter Marie Eleonore Pfungst sowie seiner Witwe Rosette weiter geführt. Nach dem Tod von Arthur Pfungst 1912 übernahm Marie Eleonore Pfungst die Leitung. 1918 wurde die Fabrik in die Dr. Arthur Pfungst Stiftung umgewandelt. Die Schleifmittel- und Schleifmaschinenfabrik Naxos-Union erholte sich nach dem Kriegsende schnell und wurde zur Weltfirma.
Nach dem Inkrafttreten der Nürnberger Gesetze 1935 gab die Firmenchefin die Leitung der Fabrik und den Vorsitz der Stiftung an Dr. Rudolf Herbst ab. Sie wurde 1942 in das Konzentrationslager Theresienstadt deportiert, wo sie ein halbes Jahr später starb. Von 1942 bis 1944 mussten mehr als 700 Bürger anderer europäischer Staaten bei der Naxos-Union Zwangsarbeit leisten. Ihr weiteres Schicksal ist bisher weitgehend unbekannt geblieben.

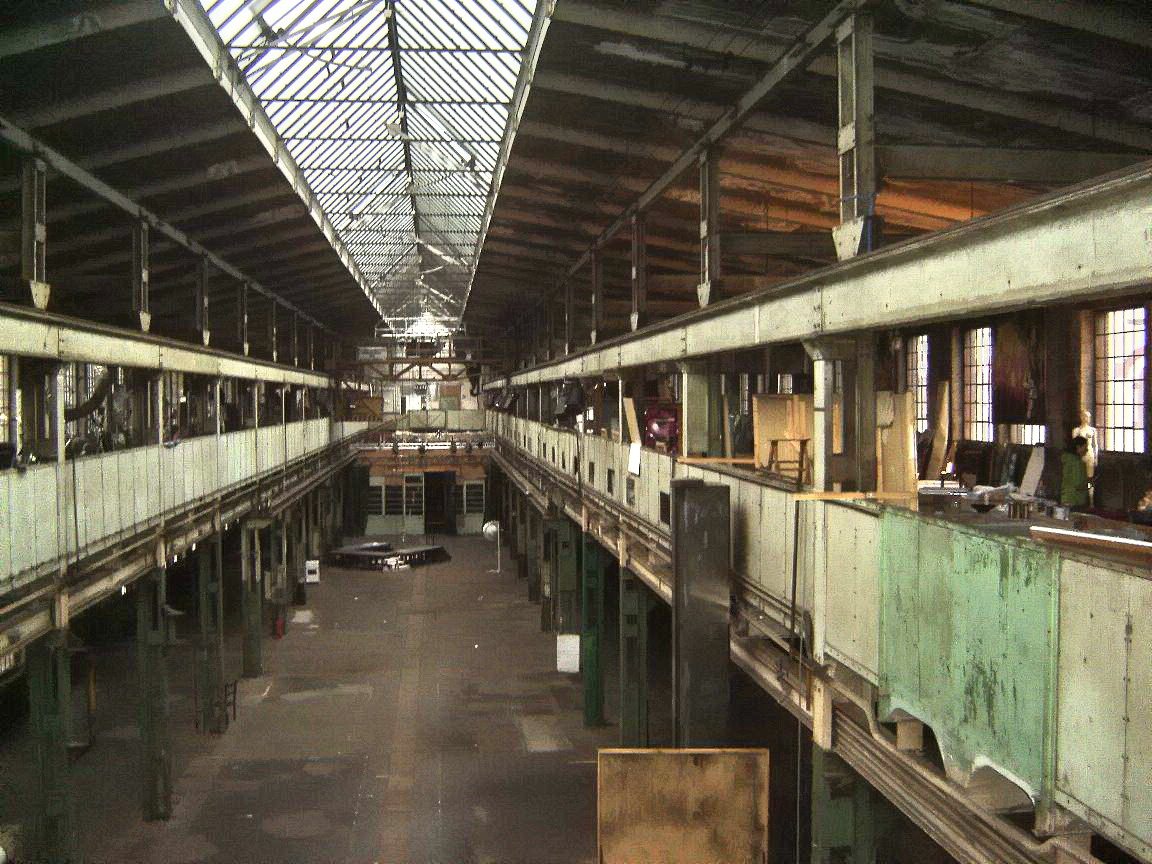
Naxoshalle Frankfurt am Main, Februar 2008

## Die Naxoshalle
Die denkmalgeschützte ehemalige Naxos-Fabrikhalle in der Wittelsbacherallee 29 stand nach der Stilllegung des Betriebs jahrelang leer und drohte zu verfallen. 1999 übernahm die Stadt Frankfurt das Industriedenkmal und nutzte die Halle als Veranstaltungsort. In ihr hat seit 2000 das 1991 gegründete Theater Willy Praml seine feste Spielstätte. Diese wird von März bis Anfang Dezember dienstags auch vom naxos.KINO genutzt, das hier Dokumentarfilme mit anschließendem Filmgespräch zeigt. Darüber hinaus ist die Halle Spielort der experimentellen Bühne teAtrum VII und Atelier des Jugendladens Bornheim. Auch Gastspiele und andere kulturelle Veranstaltungen aus dem Bereich des modernen Tanztheaters, der experimentellen Musik-Club-Kultur und der Architektur finden dort statt. Die Naxos-Halle ist Teil der Route der Industriekultur Rhein-Main.